# Albert Wass

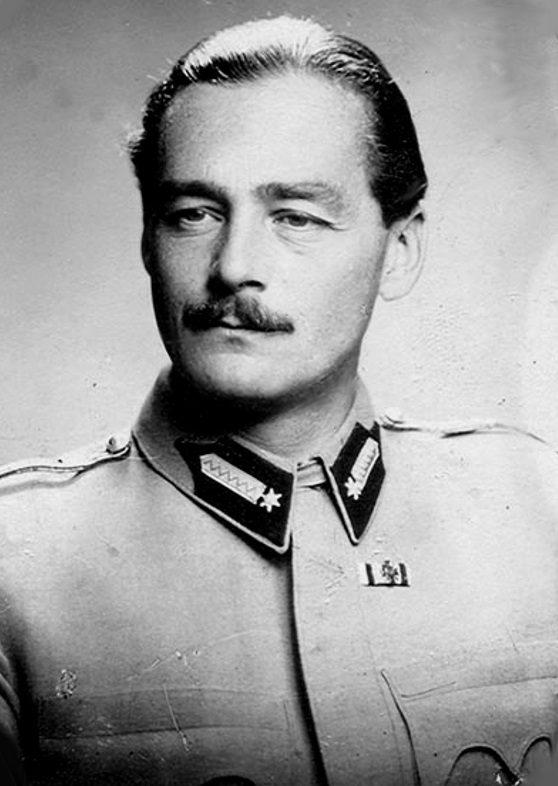
Albert Wass (ca. 1943)

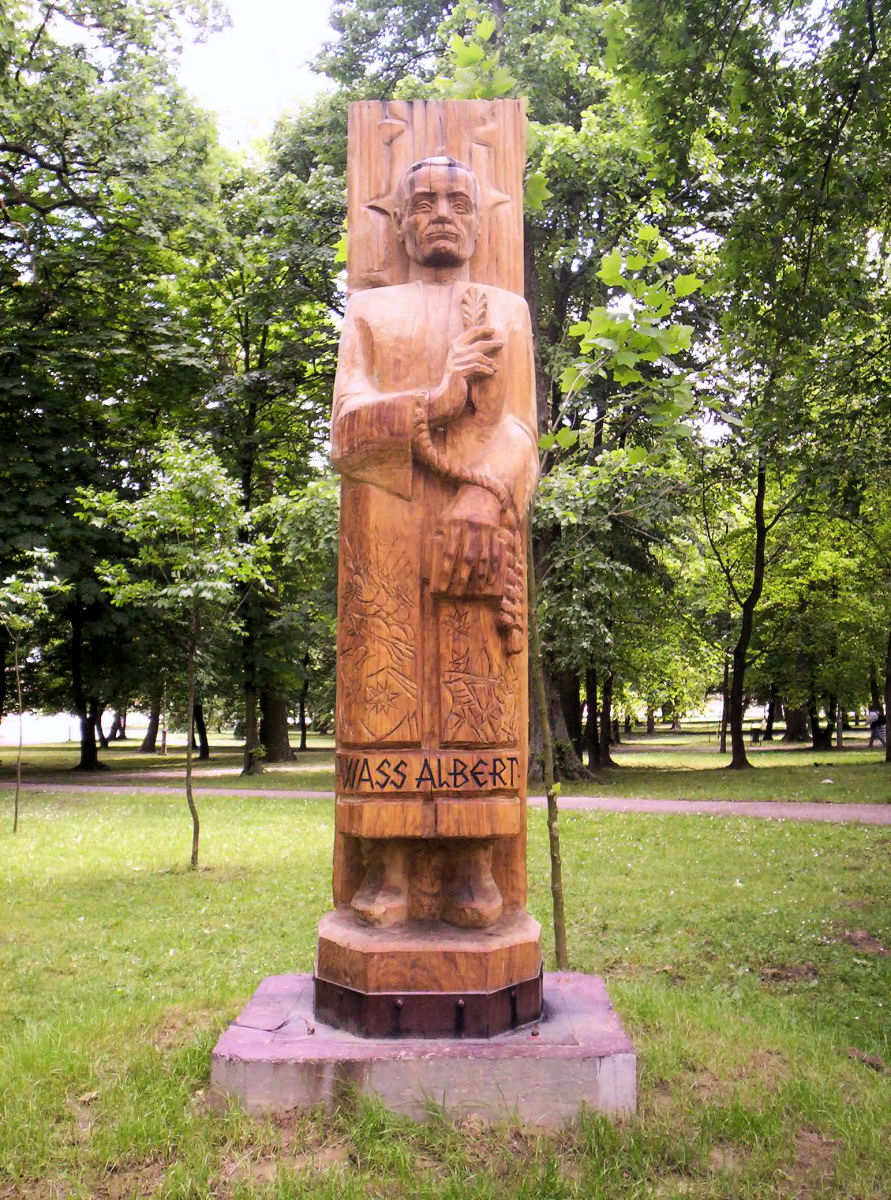
Albert-Wass-Denkmal in Harkány

Familienwappen

Albert Graf Wass de Czege (* 8. Januar 1908 in Válaszút, Österreich-Ungarn, heute Răscruci bei Cluj-Napoca, Rumänien; † 17. Februar 1998 in Astor, Florida, USA) war ein ungarischer Schriftsteller und Dichter völkischer Prägung aus Siebenbürgen.

## Leben
Wass wurde als Sohn des ungarischen Großgrundbesitzers und Honvéd-Hauptmanns Andreas Graf Wass de Czege und der Helene Gräfin Wass de Czege, geborenen Baronesse Bánffy de Losoncz. Er wuchs auf dem Familiengut Szentgotthárd in Siebenbürgen auf. Anschließend studierte er Forstwirtschaft und Gartenbau. Im nationalkonservativen Horthy-Regime wurde er während des vorübergehenden Wiederanschlusses von Nordsiebenbürgen an Ungarn als staatlicher Forstinspektor eingesetzt.
Im Jahre 1946 wurde er in Rumänien wegen Kriegsverbrechen zum Tode verurteilt, weil ihm Mitverantwortung an der Erschießung von Gefangenen vorgeworfen worden war, die 1940 auf dem Gut seiner Familie festgesetzt worden waren. Es handelte sich um eine Gruppe von 15 Personen, bestehend aus jüdischen und rumänischen Zivilisten. Diese Vorwürfe gegen Wass wurden auch vom Simon Wiesenthal Center bestätigt. Er selbst bestritt eine Beteiligung an der Tat u. a. in einem 1979 für das amerikanische Justizministerium verfassten Lebenslauf. Historische Untersuchungen legen nahe, dass es sich bei dem Prozess um einen Scheinprozess mit vorab feststehendem Resultat gehandelt hat.
Eine seiner bekanntesten Erzählungen ist Kard és kasza (deutsch Schwert und Sense), die anhand einer autobiographisch basierten Familiengeschichte mehrerer Generationen einen subjektiven Überblick der ungarischen Geschichte von 1050 bis ins 20. Jahrhundert aufzeichnet. Für den 1934 geschriebenen Roman Wolfsgrube erhielt er 1940 den ungarischen Baumgarten-Preis. Ab 1944 weilte er in Deutschland, 1952 emigrierte er von Hamburg aus in die USA. Seine Werke waren unter der sozialistischen Regierung Ungarns aufgrund ihres völkischen Nationalismus und Antisemitismus verboten und konnten erst nach der Wende in Ungarn erscheinen; bis dahin war Wass in Ungarn praktisch unbekannt. Mit dem Wiederaufleben revisionistischer und völkischer Strömungen nahm Wass’ Popularität seit den 1990er Jahren in Ungarn und in der ungarischen Bevölkerung der Nachbarländer zu. In etlichen Orten wurden auf Initiative konservativer, nationalistischer und rechtsextremer Kräfte – vor allem der Fidesz-Regierung und unter Beteiligung von Kommunalpolitikern der Jobbik-Partei – Wass-Denkmäler errichtet. Unter Rechtsradikalen erfreut sich vor allem seine antisemitische Fabel A patkányok honfoglalása – Tanulságos mese fiatal magyaroknak (deutsch: Die Landnahme der Ratten. Ein Lehrstück für junge Ungarn) großer Beliebtheit.

## Werke
- 1934: Farkasverem (Wolfsgrube)
- 1940: Csaba
- 1940: Mire a fák megnőnek (Bis die Bäume gewachsen sind)[9]

- 1940: Jönnek! (Sie kommen!)
- 1941: A titokzatos őzbak (Der geheimnisvolle Rehbock)
- 1941: Csalódás (Enttäuschung – in Ünnep, 15. August 1941)
- 1943: A kastély árnyékában (Im Schatten des Schlosses)
- 1943: Egyedül a világ ellen, (Allein gegen die Welt, Roman), Nemzeti Könyvtar. 88 Budapest
- 1943: Vérben és viharban (Im Blut und Sturm, Roman. Übersicht des ungar. Gewerbes u. Handels v. d. Landnahme bis heute.), Nemzeti Könyvtar. 91/92 Budapest
- 1944: Tavaszi szél és más színművek (Frühlingswind und andere Theaterstücke)
- 1945: Valaki tévedett (Jemand hat sich geirrt) – Novellen 1945–1949
- 1945: A költő és a macska (Der Dichter und die Katze) – Erzählungen
- 1947: A rézkígyó (Kupferschlange)
- 1949: Zsoltár és trombitaszó (Psalmen und Trompeten) – Novellen, Sketche, Briefe
- 1949: Adjátok vissza a hegyeimet!
  - Gebt mir meine Berge wieder. Thomas, Zürich 1949
  - Gebt mir meine Berge zurück!, aus dem Ungarischen übersetzt und mit einem Nachwort versehen von Jörg Seidel, Antaios, Schnellroda 2023, ISBN 978-3-949041-41-9
- 1951: Ember az országút szélén (Mensch am Rande der Straße)
- 1952: Elvész a nyom
  - Die Spur verliert sich. Aus dem Ungarischen von Charlotte Uilacky. Steinkopf, Stuttgart 1958.
- 1953: Tizenhárom almafa (Dreizehn Apfelbäume)
- 1958: Az Antikrisztus és a pásztorok (Der Antichrist und die Schäfer)
- 1959: A funtineli boszorkány (Die Hexe von Funtinel), Karpat : Cleveland/Ohio
- 1964: Átoksori kísértetek (Geister vom Bann)
- 1965: Elvásik a veres csillag (Der rote Stern wird fahl)
- 1967: Magukrahagyottak (Die Alleingelassenen)
- 1974: Kard és kasza (Schwert und Sense)
- 1975: Magyar örökségünk (Unser ungarisches Erbe) – Studien, Novellen, Interviews
- 1978: Halálos köd Holtember partján (Tödlicher Nebel am Ufer eines Toten)
- 1977: Documented Facts and figures on Transylvania. Comp. by The Danubian Research Centre and The Transylvanian World Federation. Under the supervision of Albert Wass de Czege moderator. [Mit Kt. u. Ktskizzen.]. The Danubian Press : Astor, Fla.
- 1985: Hagyaték (Das Vermächtnis)
- 1989: Te és a világ (Du und die Welt) – Novellen